# Llop de Kenai
El llop de Kenai (Canis lupus alces) fou la subespècie de llop (Canis lupus) més grossa de Nord-amèrica abans de la seva extinció. Fou classificada com a tal el 1941 pel biòleg Edward Goldman utilitzant només restes òssies.

## Descripció
- Feia entre 150 i 210 cm de llargària des del nas fins a la cua i 89–112 cm d'alçària fins a les espatlles.
- Pesava 67–90 kg.[2]

## Alimentació
S'alimentava principalment d'ants i d'altres grans ungulats.

## Distribució geogràfica
Es trobava a la Península de Kenai i àrees adjacents d'Alaska.

## Extinció
Era molt abundant a la Península de Kenai fins a la dècada de 1890, però la febre de l'or esdevinguda a la regió hi va ocasionar tants canvis que cap al 1915 els llops foren gairebé exterminats mitjançant la caça i les trampes amb verí. Es va extingir oficialment l'any 1925.